# San Vicente (departament)
San Vicente – jeden z 14 departamentów Salwadoru.
Jego stolicą jest miasto San Vicente (36,7 tys., 2007). Jedyne większe miasto poza stolicą to: Tecoluca (10,5 tys., 2007).